# Grazer AK
Grazer Athletiksport Klub, známější jako Grazer AK či prostě GAK, je rakouský sportovní klub, z nějž nejproslulejším byl fotbalový oddíl, který patřil zejména na počátku 21. století k nejlepším rakouským klubům. Po roce 2005 se však dostal do vážných finančních problémů, prožil dva bankroty, ten poslední v roce 2012 znamenal definitivní zánik. Fanoušci klubu hned po zániku původního celku založili nový klub Grazer AC, který se v roce 2014 přejmenoval na Grazer AK, čímž se snaží navázat na slavnou historii klubu. Jednou se stal mistrem Rakouska (2004), čtyřikrát získal rakouský pohár (1981, 2000, 2002, 2004). K největším mezinárodním úspěchům patří postup do vyřazovací části Poháru UEFA v sezóně 2004/05. Tradičním městský rivalem byl SK Sturm Graz. Krátce v klubu působil i český reprezentant Libor Sionko.

## Získané trofeje
- Rakouská fotbalová Bundesliga ( 1x )
  - 2003/04
- ÖFB-Cup ( 4x )
  - 1980/81, 1999/00, 2001/02, 2003/04
- ÖFB-Supercup ( 2x )
  - 2000, 2002